# Nagelkeilexzision

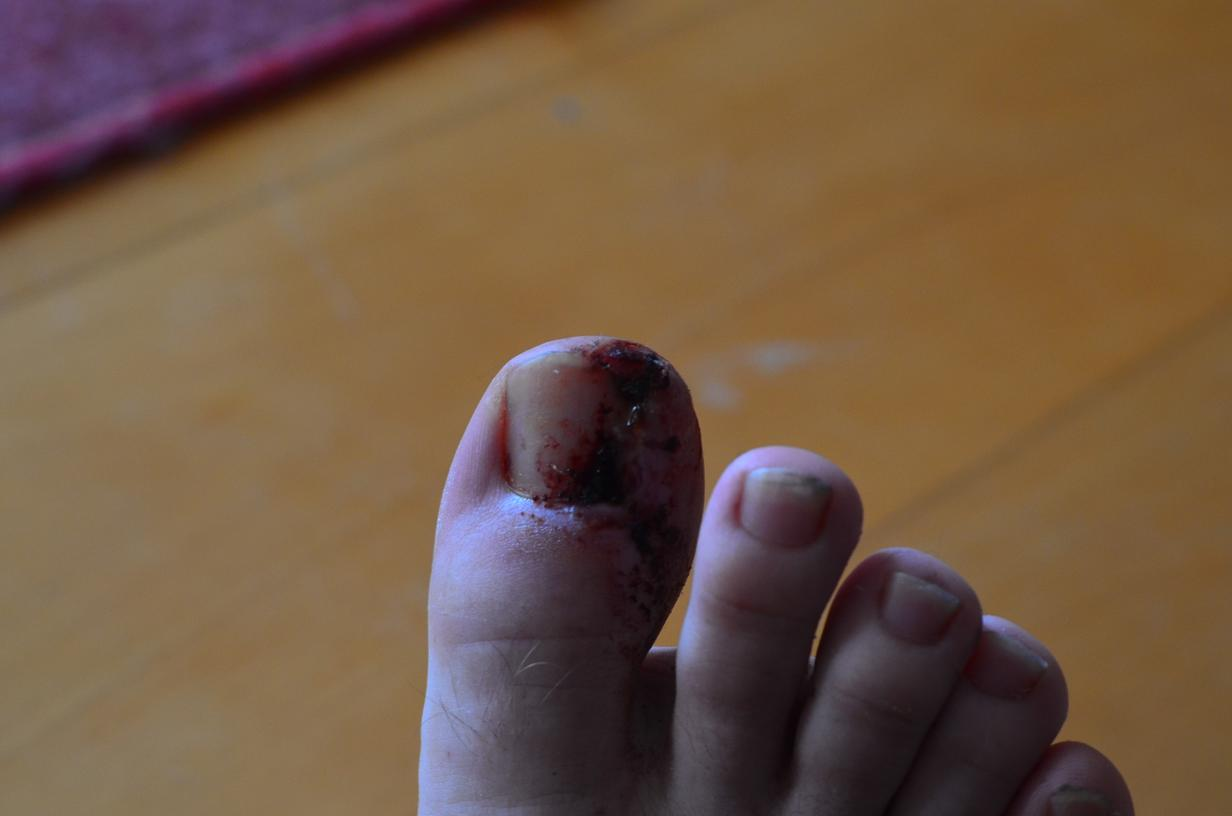
Foto ca. 2 Wochen nach der OP

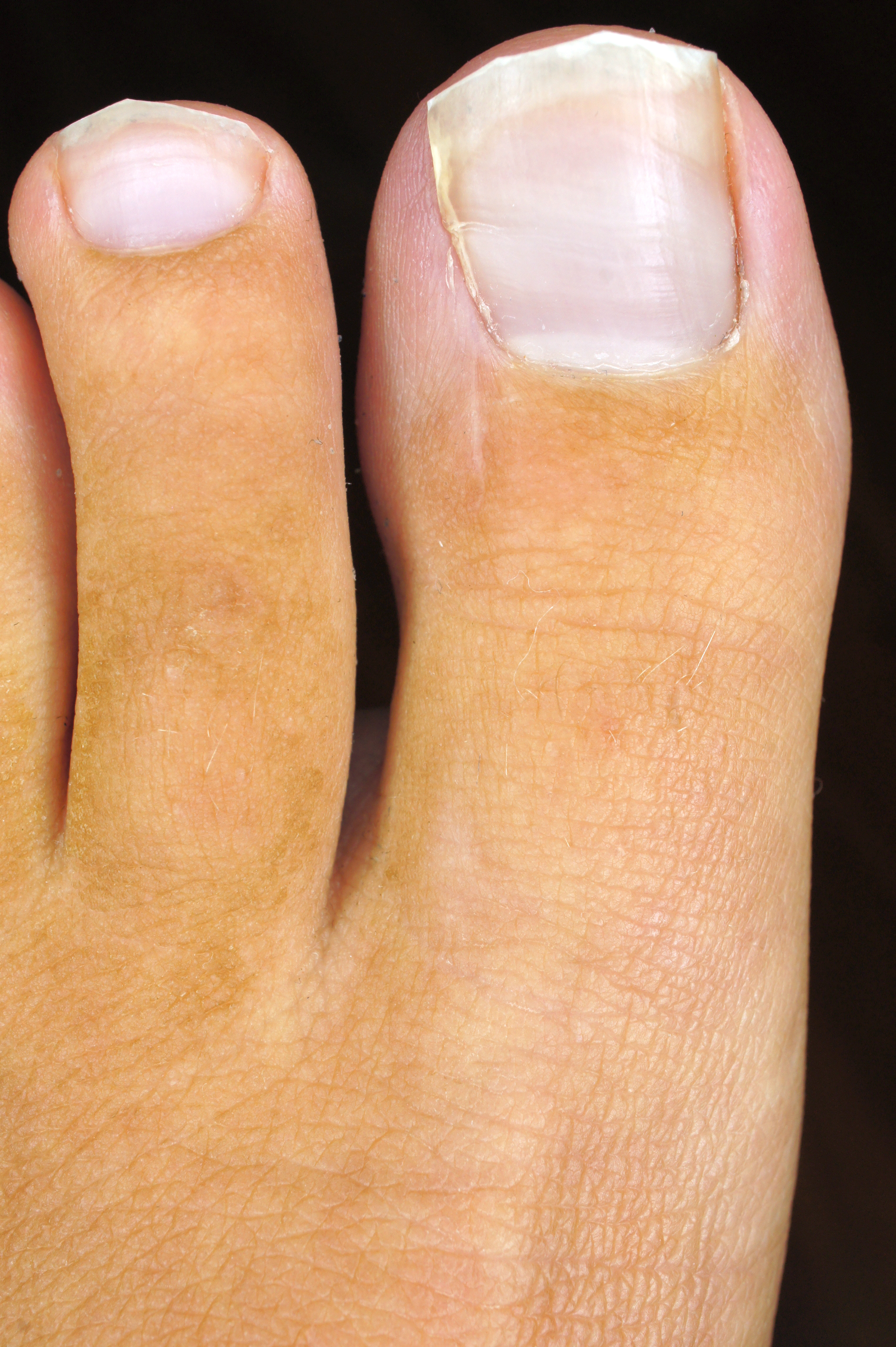
Zustand nach Monaten zurückliegender Emmert-Plastik des li. Großzehennagels, linksseitig. Die geringe Verschmälerung fällt praktisch nicht auf und ist vom Operateur abhängig.

Die Nagelkeilexzision, auch Emmert-Plastik, ist ein medizinisches Behandlungsverfahren, das bei Unguis incarnatus (eingewachsenem Nagel) angewandt wird.
Unter (Oberst-)Leitungsanästhesie wird ein keilförmiges Stück des betroffenen Zehen- oder Fingernagels mitsamt dem zugehörigen Teil des Nagelbettes und der Nagelmatrix entfernt. Wird die Nagelmatrix nicht entfernt, wächst der Nagel unverändert nach. Die Haut wird dazu parallel zur Längsseite des Nagels eingeschnitten und ein Gewebekeil mit dem eingewachsenen Nagel bis auf den Knochen entfernt. Die Wunde wird anschließend nur adaptiert, nicht straff genäht. Die Wunde heilt in der Regel ohne weitere Maßnahmen unter einem sterilen Verband mit PVJ-Salbe (Jod-Salbe) aus. Dazu ist zu sagen, dass Mikrobiologen PVJ-Salben seit den 1990er Jahren nicht gutheißen, da das Jod das Wachstum des Granulationsgewebes hindert und eine antimikrobielle Wirkung in der Tiefe, insbesondere am Knochen, nicht gegeben ist. Diese ist nur durch Antibiotika sicherer gegeben.

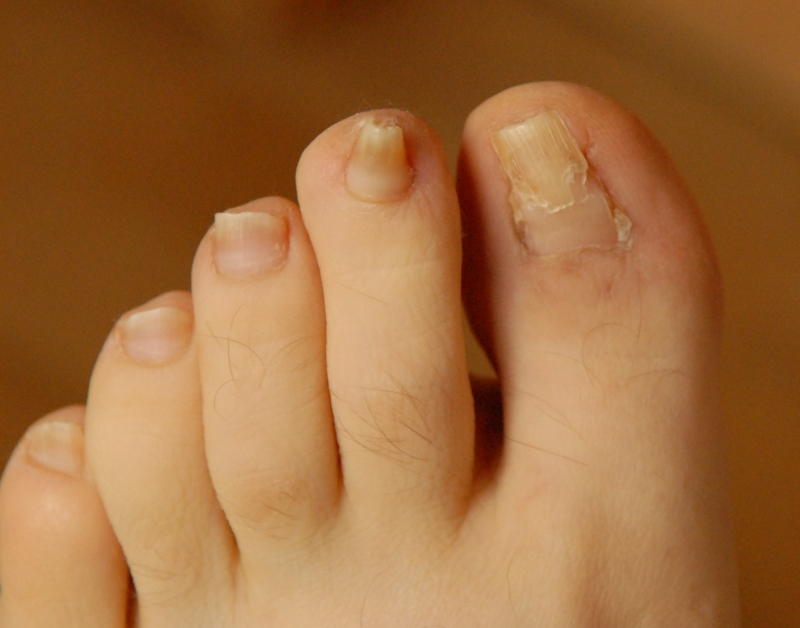
Foto ca. 2 Monate nach OP

Durch diesen Eingriff wird unter anderem das Nagelbett verkleinert, so dass der Zehennagel anschließend in schmalerer Form nachwächst und somit nicht mehr seitlich in den Nagelwall einschneidet. Die vollständige Heilung dauert etwa zwei bis vier Wochen. In dieser Zeit sollte der vordere Teil des Fußes möglichst wenig bewegt werden. Dies kann z. B. durch einen sogenannten Verbandschuh mit steifer Laufsohle erreicht werden. Damit ist der Operierte auch mobil.
Bei der Operation muss der Nagel bis zu seinem proximalen (körpernahen) Ansatz verschmälert werden. Diesen Ansatz nennt man Nagelmatrix. Bleibt auch nur ein kleiner Teil davon in der ursprünglichen Breite zurück, so führt dies beim Nachwachsen zu Problemen wie Wundheilungsstörungen, Fisteln oder auch unter der Haut nachwachsenden Nagelanteilen. Bei sorgfältiger Operation wird eine hohe Rückfallquote vermieden. Eine Alternative ist die Kombination von Emmert- und Vandenbos -Plastik. Durch diese Kombination kann wieder ein natürliches Verhältnis zwischen Nagelbreite und Großzehenbreite hergestellt werden.

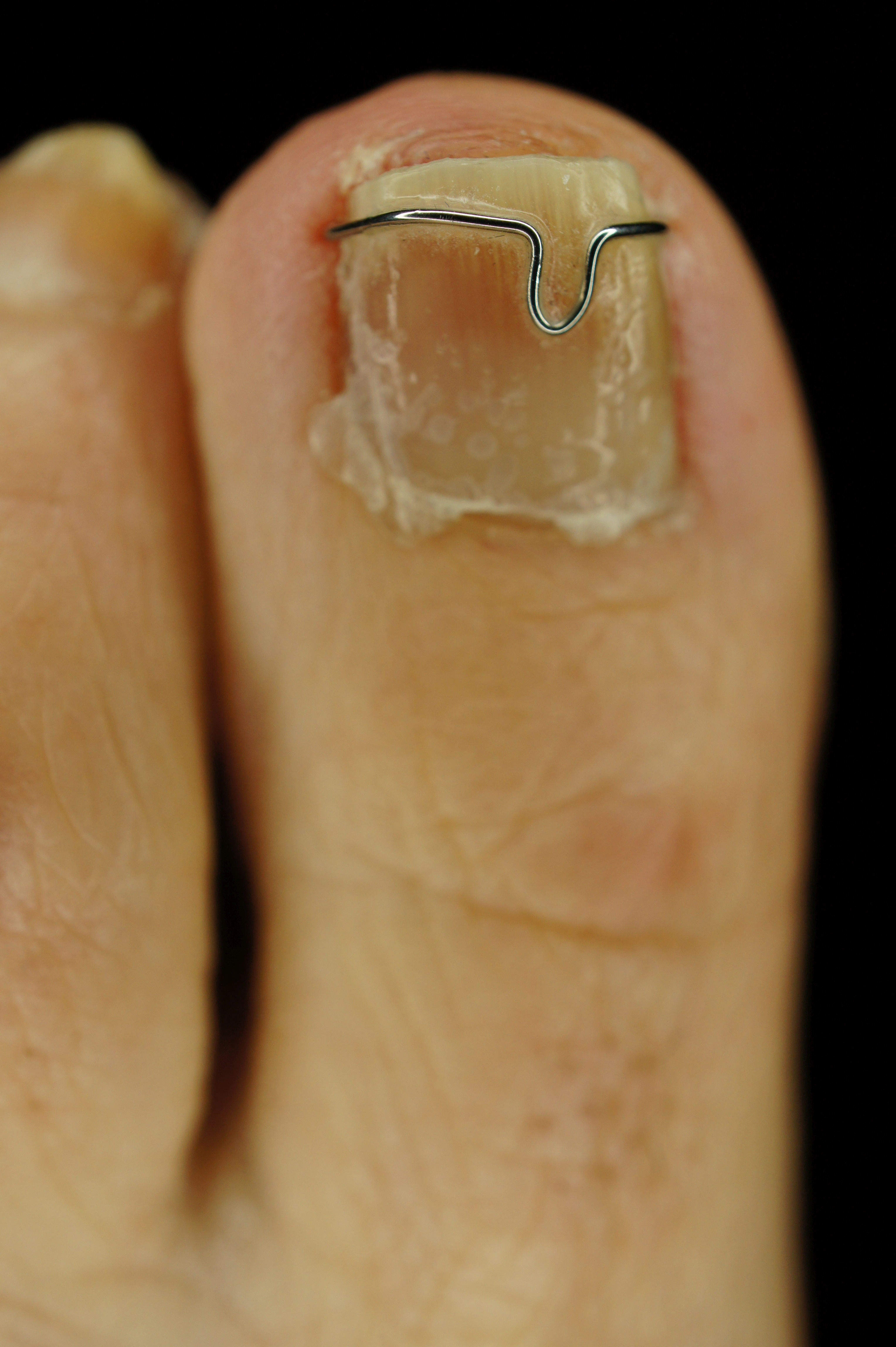
Nagelkorrekturspange auch Orthonyxiespange genannt ggf. als Alternative zur Emmert-Plastik

In manchen Fällen kann die Operation durch eine Nagelkorrekturspange (Orthonyxiespange) vermieden werden.